# Ifous
Ifous är ett fristående branschforskningsinstitut som grundades 2011 med fokus på (och vad namnet står för)  Innovation, forskning och utveckling i skola och förskola. 
Ifous grundades av Skolporten AB 2011. men såldes 31 maj 2021 till Sveriges Kommuner och Regioner, Friskolornas Riksförbund och Idéburna skolors riksförbund. I samband med försäljningen ombildades Ifous till en ideell förening som finansieras i huvudsak via medlemsintäkter. Medlemmarna är främst skolhuvudmän, både kommunala och fristående men intresse- och fackorganisationer kan också vara medlemmar.  2021 har Ifous 126 medlemmar.
Sedan januari 2016 är Marie-Hélène Ahnborg VD för Ifous.

## Verksamhet
Ifous verksamhet syftar till att samordna praktiknära forskning och konkret utvecklingsarbete där lärare och skolledare tar aktiv del i kunskapsbyggandet. Särskilt fokus läggs på utvecklingsområden som har stor betydelse för lärandet. Vägledande för Ifous verksamhet är att alla forsknings- och utvecklingsinsatser ska:
- bygga på medlemmarnas behov
- genomföras tillsammans med lärare, skolledare och forskare
- stärka skolhuvudmännens förmåga att driva skolutveckling på vetenskaplig grund och utifrån beprövad erfarenhet

## Samarbeten - lärosäten
I FoU-arbetet samarbetar Ifous med forskare inom olika discipliner. Följande lärosäten har varit eller är involverade i något av Ifous FoU-program.
- Umeå universitet[7]
- Linnéuniversitetet[8]
- Malmö högskola[9]
- Högskolan i Borås[10]